# Deschampsia argentea
Deschampsia argentea är en gräsart som beskrevs av Richard Thomas. Lowe. Deschampsia argentea ingår i släktet tåtlar, och familjen gräs. Inga underarter finns listade i Catalogue of Life.